# アワーナ・ブン・アル＝ハカム
アブル・ハカム・アワーナ・ブン・アル＝ハカム・ブン・アワーナ・ブン・ワズル・ブン・アブドゥルハーリス・アル＝カルビー（アラビア語: أبو الحكم عوانة بن الحكم بن عوانة بن وزر الكلبي, ラテン文字転写: Abuʿl-Ḥakam ʿAwāna b. al-Ḥakam b. Awāna b. Wazr b. ʿAbd al-Ḥārith al-Kalbī, 764年または770年没）は、クーファを拠点に活動したアラブ人の歴史家で、ウマイヤ朝の歴史に関するヒシャーム・ブン・アル＝カルビーやマダーイニーの著作における主要な情報源を残した人物である。

## 来歴
アワーナは727年にウマイヤ朝の下でホラーサーンの副総督を務め、後にシンド総督となったアル＝ハカム・ブン・アワーナの息子である。一族はシリアのカルブ族に属していたが、アワーナはイラクのクーファを拠点としていた。ウマイヤ朝支配下のシリアを起源とするイスラーム教徒の伝承は750年にアッバース朝がこの地域を征服した後に失われた可能性が高いが、アワーナの説明の中にその痕跡が残されている可能性があり、その説明はウマイヤ朝時代の歴史に関する重要な情報源だと考えられている。アワーナの史料はタバリー（923年没）の歴史書のシリアに関する記述において頻繁に引用されており、歴史家のヒシャーム・ブン・アル＝カルビー（819年没）やマダーイニー（843年没）の著作における情報源にもなっている。